# Nicolaaskerk (IJsselstein)

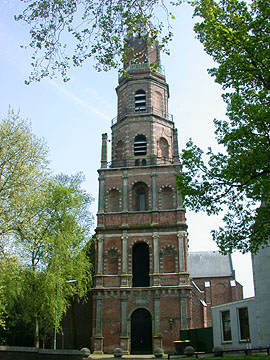
IJsselstein, Nicolaaskerk

Die Nicolaaskerk oder Hervormde Kerk (Reformierte Kirche) ist ein Kirchengebäude der Protestantischen Kirche in den Niederlanden in der Stadt IJsselstein.

## Geschichte
IJsselstein gehörte pfarrlich ursprünglich zu Eiteren. 1310 wurde die Nikolauskirche geweiht und zur Pfarrkirche erhoben. 1398 wurde hier ein Stift mit acht Kanonikern eingerichtet. Von 1532 bis 1535 errichtete Alessandro Pasqualini den Kirchturm in Formen der Renaissance, eine Einzigartigkeit in den nördlichen Niederlanden. 1568 brannte die Turmspitze nach einem Blitzeinschlag ab. 1577 übernahmen die Protestanten die Kirche, die die überkommene Ausstattung entfernten. 1911 wurden Kirche und Turm durch Brand schwer beschädigt. Der Turm erhielt in den Jahren 1921 bis 1923 einen modernen Abschluss.

## Orgel
Die Orgel wurde in den Jahren 1971 bis 2002 von der Orgelbaufirma Van Vulpen nach dem Vorbild einer Orgel im Bremer Dom erbaut. Dabei wurde im Laufe der Zeit von der ursprünglich geplanten Disposition abgewichen. Das Schleifladen-Instrument hat 33 Register auf drei Manualwerken und Pedal. Die Trakturen sind mechanisch.
| I Hoofdwerk C–f3 |     |
| Prestant         | 16′ |
| Prestant         | 8′  |
| Roerfluit        | 8′  |
| Octaaf           | 4′  |
| Spitsfluit       | 4′  |
| Quint            | 3′  |
| Octaaf           | 2′  |
| Mixtuur V-VI     |     |
| Trompet          | 8′  |

| II Rugwerk C–f3 |     |
| Prestant        | 8′  |
| Holpijp         | 8′  |
| Octaaf          | 4′  |
| Octaaf          | 2′  |
| Sifflet         | 1′  |
| Sexquialter II  |     |
| Mixtuur IV      |     |
| Dulciaan        | 16′ |
| Kromhoorn       | 8′  |
| Tremulant       |     |

| III Borstwerk C–f3 |    |
| Viola Di Gamba     | 8′ |
| Fluitdoes          | 8′ |
| Prestant           | 4′ |
| Roerfluit          | 4′ |
| Nasard             | 3′ |
| Gemshoorn          | 2′ |
| Vox Humana         | 8′ |
| Tremulant          |    |

| Pedaal C–f1 |     |
| Prestant    | 16′ |
| Subbas      | 16′ |
| Octaaf      | 8′  |
| Octaaf      | 4′  |
| Mixtuur VI  |     |
| Bazuin      | 16′ |
| Trompet     | 8′  |
| Schalmei    | 4′  |

- Koppeln: II/I, III/I, I/P, II/P, III/P